# Sculptiferussacia clausiliaeformis
Sculptiferussacia clausiliaeformis é uma espécie de gastrópode  da família Ferussaciidae.
É endémica de Canárias.